# Commandement allié Transformation
Pour les articles homonymes, voir ACT.
Le commandement allié Transformation (Allied Command Transformation, ACT) est un commandement interallié de l'OTAN, chargé des questions doctrinales et de transformation. Il a été créé en 2003, lors d'une restructuration de l'OTAN. Son quartier général a pris la place de celui de l'ancien commandement allié Atlantique, au Naval Support Activity Hampton Roads de la base navale de Norfolk en Virginie. C'est, avec le commandement allié Opérations, dont le quartier général est à Mons en Belgique, l'un des deux commandements militaires stratégiques de l'OTAN.

## Mission
L'ACT est chargé de superviser la transformation des capacités militaires de l'OTAN. Il s'attache à améliorer l'entraînement et les capacités, ainsi qu'à élaborer et à mettre à l'épreuve des doctrines communes aux pays membres de l'OTAN. Il conduit les efforts de l'OTAN en vue de l'interopérabilité entre les armées membres.

## Centres d'excellence
L'ACT dispose de 21 centres d'excellence (COE) pour la recherche et la formation dans divers domaines:
1. Le Centre d'excellence d'analyse et de simulation pour la préparation des opérations aériennes (CASPOA) du COE à  la base aérienne de Lyon Mont-Verdun, France
2. Le Centre d'excellence coopération civile & militaire (CIMIC) COE à La Haye aux Pays-Bas
3. Le Centre d'excellence des opérations par temps froid (CWO) COE à Bodø en Norvège
4. Le Centre d'excellence des opérations interarmées multinationales de la mer (CJOS-COE) à Norfolk aux États-Unis.
5. Le Centre d'excellence de commandement et de contrôle (C2) COE à Utrecht aux Pays-Bas
6. Le Centre d'excellence de cyberdéfense coopérative à Tallinn en Estonie
7. Le centre d'excellence contre des engins explosifs improvisés (C-IED) COE à Madrid en Espagne
8. Le Centre d'excellence de défense contre le terrorisme (DAT) COE à Ankara en Turquie
9. Le centre d'excellence de sécurité énergétique (ENSEC) COE à Vilnius en Lituanie
10. Le Centre d'excellence d'élimination des explosifs (EOD) COE à Trenčín en Slovaquie
11. Le Centre d'excellence du renseignement humain(HUMINT) COE à Oradea en Roumanie[3]
12. Le Centre d'excellence de force aérienne conjointe (JAPCC) COE à Kalkar en Allemagne
13. Le Centre d'excellence de défense chimique, biologique, radiologique et nucléaire (JCBRN Défense) COE à Vyškov en République tchèque
14. Le Centre d'excellence en génie militaire (MILENG) COE à Ingolstadt en Allemagne
15. Le Centre d'excellence de médecine militaire (MILMED) COE à Budapest en Hongrie
16. Le Centre d'excellence de modélisation et de simulation (M & S) COE à Rome en Italie
17. Le Centre d'excellence de guerre des mines navale (EGUERMIN) COE à Ostende en Belgique
18. Le Centre d'excellence pour les opérations dans les eaux peu profondes et confinées à Kiel en Allemagne
19. Le Centre d'excellence des communications stratégiques (STRATCOM) COE à Riga en Lettonie
20. Le Centre d'excellence de gestion de crise pour les interventions en cas de catastrophe (CMDR) COE à Sofia en Bulgarie
21. Le Centre d'excellence de la Police militaire de l'OTAN (MP) COE à Bydgoszcz en Pologne

## Historique

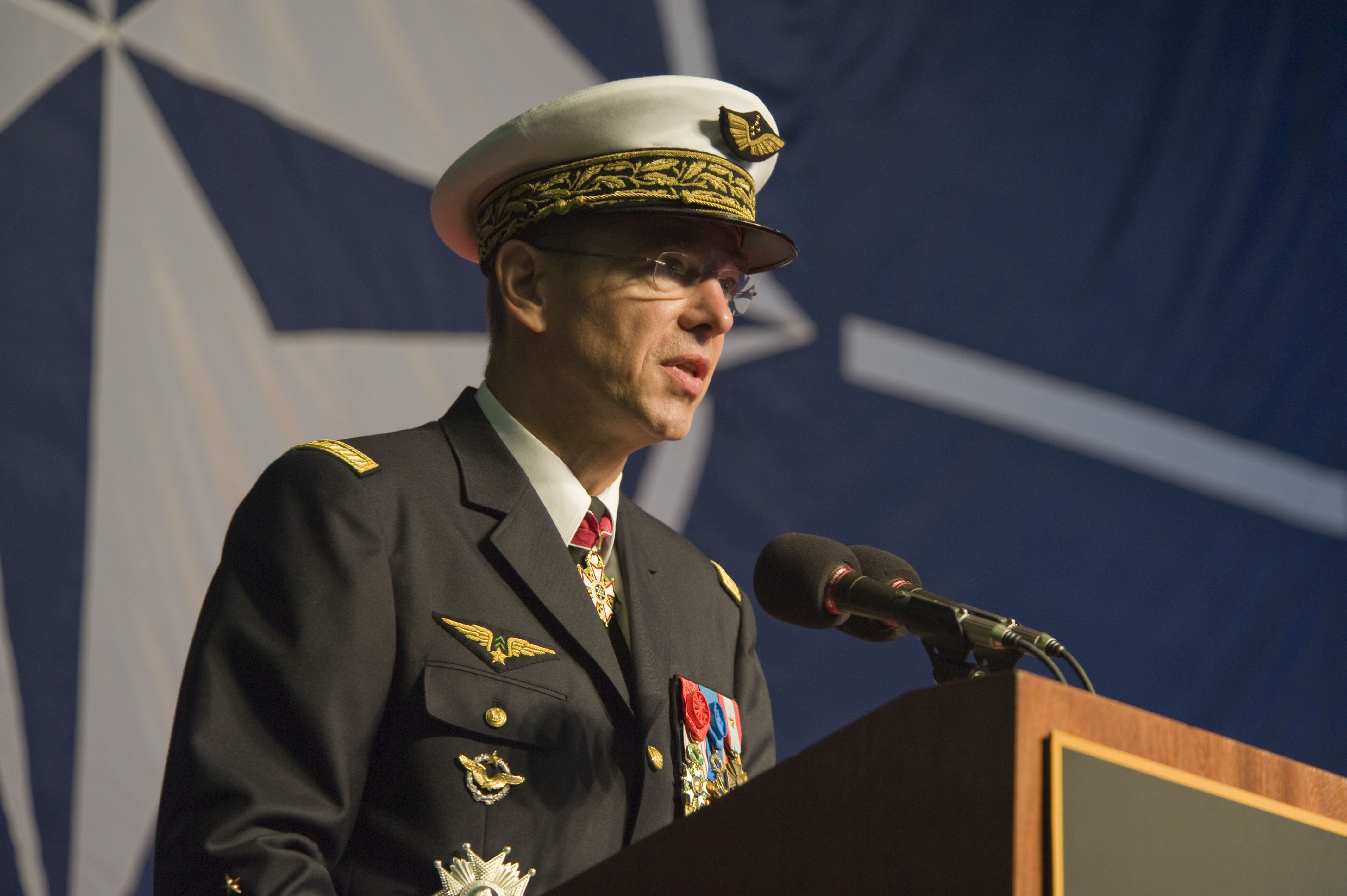
Le général Stéphane Abrial lors de la cérémonie de passation de commandement le 9 septembre 2009.

Le commandement allié Transformation est créé le 19 juin 2003.
Liste des commandants
- 2003-2005 : amiral Edmund Giambastiani (en) (États-Unis) ;
- 2003-2007 : général Lance L. Smith (en) (États-Unis) ;
- 2007-2009 : général James Mattis (États-Unis) ;
- 2009-2012 : général d'armée aérienne Stéphane Abrial (France) ;
- 2012-2015 : général d'armée aérienne Jean-Paul Paloméros (France) ;
- 2015-2018 : général d'armée aérienne Denis Mercier (France) ;
- 2018-2021 : général d'armée aérienne André Lanata (France).
- 2021-2024 : général d'armée aérienne Philippe Lavigne (France)[4].
- A compter du 23 septembre 2024 : amiral Pierre Vandier (France)